# 哈利勒·扎亚尼
哈利勒·易卜拉欣·扎亚尼 （阿拉伯语：خليل أبراهيم الزياني）是一名沙特阿拉伯足球教练。现居住于沙特阿拉伯的东部省达曼。其为哈利勒·扎亚尼家族的一员。哈利勒·扎亚尼家族在沙特阿拉伯拥有多家汽车经销商、建筑并同时经营旅行以及和其他各种业务。

## 职业生涯
1984年，扎亚尼率领沙特阿拉伯在亚洲杯决赛中战胜中国队。同年他还帮助球队获得了参加加州洛杉矶奥运会的参赛资格。
扎亚尼的球员生涯1962–1971年间为伊蒂法克效力，现在于Al-Kass体育频道任职体育分析师。
扎亚尼被认为是沙特阿拉伯第一个伟大的足球战术家，他还被称为是沙特阿拉伯的足球教练之父。2010年11月23日，在吉隆坡举行的亚足联年度颁奖典礼上，他荣获“2010年AFC年度最佳教练”奖项。
在新加坡举办的1984年亚洲杯上，扎亚尼带领沙特阿拉伯在决赛战胜中国获得亚洲杯冠军，这是沙特阿拉伯首次获得亚洲杯冠军。
扎亚尼能够在主教练的位置上取得成功，这跟他之前的球员生涯密不可分。1962年到1972年，他效力于伊蒂法克足球俱乐部。并在1965年，为球队赢得了沙特王儲盃，1968年球队则赢得了国王杯。
在扎亚尼的球员生涯结束不久后，他便开始了他的教练生涯。一开始他是伊蒂法克一线队的助教，直到1976年，他被提升为球队的主教练。
一开始，扎亚尼在伊蒂法克队主教练的位置上呆了两年后便离职了，但之后他又好几次回到伊蒂法克担任主教练。在其担任球队主教练期间，他率队赢得了以下冠军：在1982年和1987年赢得了沙特职业足球联赛冠军、在1983年和1988年赢得了海灣聯賽冠軍盃冠军，同年他们还赢得了阿拉伯冠军联赛冠军。

## 国家队的召唤
1984年三月，扎亚尼被任命为沙特阿拉伯国家队的主教练。当时他被沙特足协指派去阿曼马斯喀特取代，曾在1970年率领巴西队获得世界杯冠军的主教练马里奥·扎加洛，成为球队新的主教练。
在0-4输给伊拉克之后，扎加洛被解雇了，因为沙特队在前三场比赛中只赢了一场。
在扎亚尼上任之后，沙特队打平科威特、战胜阿联酋和巴林，沙特队也因此获得了第三名。
1984年他还带领沙特阿拉伯杀进了奥运会决赛圈，这在当时被认为是一项重大成就。但是他却早已经将目光，牢牢锁定在了于同年十二月份举行的亚洲杯上。
1984年亚洲杯上沙特阿拉伯在小组赛中分别战胜了叙利亚以及科威特，战平卡塔尔和韩国拿到了小组第一。在半决赛中他们与伊朗相遇。常规时间与加时赛双方战成1比1，沙特最后通过点球大战以5比4战胜伊朗，挺进决赛。

## 亚洲杯的成功
扎亚尼最终率领沙特阿拉伯在决赛中以2比0战胜中国，史无前例的为沙特拿到了亚洲杯冠军。

赛后扎亚尼说： 

|  | “这是我们第一次获得冠军，每个人都很高兴能在亚洲杯上取得如此辉煌的成就。” “赛前球员的心理建设是非常重要的，这应该与技战术紧密配合。” “在新加坡举办的亚洲杯，不仅对我来说，而是对所有参与沙特足球的人来说，都是具有特殊意义的。” “这对我们来说是一个伟大时代的开始，在接下来的几年里，我们将成为亚洲最强大的一支球队。” |

## 目前
2002年，在经历了漫长的教练生涯后，扎亚尼决定从替补席撤到俱乐部的管理层，担任伊蒂法克的副主席。现在他偶尔也会客串下电视体育评论员。